# 宝鶏市
宝鶏市（ほうけい/バオジー-し、簡体字: 宝鸡市、拼音: Băojī）は中華人民共和国陝西省にある地級市。西安の西約160kmに位置しており、総人口は約328万人・都市圏人口約121万人（2021年）。

## 都市精神
崇徳尚礼、和諧包容、聞鶏起舞、開放創新

## 地理
陝西省の西部に位置し、咸陽市、西安市、漢中市、天水市、平涼市に接する。

## 歴史
この地は周王朝および秦の発祥の地であり、周原をはじめ多くの遺跡が残るほか、立派な青銅器が多数出土している。
紀元前762年（秦の文公4年）に陳倉城が建てられる。
紀元前206年、秦の武将の章邯は、陳倉で劉邦配下の韓信に敗北する。韓信の策は「明修桟道、暗渡陳倉」の成句となり、陳倉は現在の宝鶏を示す。有名な大散関も、現在の宝鶏にある。
228年、三国時代の魏の郝昭が寡兵で陳倉城に籠城し蜀漢の諸葛亮を撃退した。
757年（至徳2載）、陳倉山（現在の鶏峰山）の石鶏が鳴いたことより宝鶏に改称された。

## 行政区画
4市轄区・8県を管轄する。
- 市轄区:
  - 渭浜区・金台区・陳倉区・鳳翔区
- 県:
  - 岐山県・扶風県・眉県・麟遊県・千陽県・隴県・鳳県・太白県

| 宝鶏市の地図                                                                  |
| ----------------------------------------------------------------------------- |
| 渭浜区 金台区 陳倉区 鳳翔区 岐山県 扶風県 眉県 隴県 千陽県 麟遊県 鳳県 太白県 |

### 年表
この節の出典

#### 宝鶏専区(1949年-1956年)
- 1949年10月1日 - 中華人民共和国陝西省宝鶏分区が成立。宝鶏市・宝鶏県・隴県・汧陽県・鳳翔県・岐山県・鳳県・扶風県・郿県が発足。(1市8県)
- 1949年11月5日 - 宝鶏市の一部が宝鶏県・岐山県に分割編入。(1市8県)
- 1950年5月2日 - 宝鶏分区が宝鶏専区に改称。(1市13県)
  - 邠県分区乾県・永寿県・長武県・邠県・麟遊県、咸陽分区武功県を編入。
  - 鳳県が陝南行政区に編入。
- 1952年5月23日 - 咸陽専区栒邑県・淳化県・興平県・醴泉県・盩厔県を編入。(1市18県)
- 1953年1月 - 邠県の一部が淳化県に編入。(1市18県)
- 1953年2月 - 岐山県・宝鶏県・郿県の各一部が南鄭専区留壩県・仏坪県・鳳県の各一部と合併し、太白中心区が発足。(1市18県1中心区)
- 1953年6月1日 - 宝鶏市が省直轄県級行政区となる。(18県1中心区)
- 1953年6月 - 南鄭専区鳳県・洋県の各一部が太白中心区に編入。(18県1中心区)
- 1953年8月21日 - 隴県の一部が甘粛省天水専区張家川回族自治区に編入。(18県1中心区)
- 1953年9月 - 醴泉県の一部が咸陽県に編入。(18県1中心区)
- 1954年10月 - 漢中専区鳳県の一部が宝鶏県に編入。(18県1中心区)
- 1955年11月 - 渭南専区涇陽県の一部が醴泉県に編入。(18県1中心区)
- 1956年5月 (18県1中心区)
  - 渭南専区涇陽県の一部が醴泉県に編入。
  - 永寿県の一部が乾県に編入。
  - 長武県の一部が麟遊県に編入。
- 1956年6月1日 - 甘粛省平涼専区崇信県の一部が隴県に編入。(18県1中心区)
- 1956年6月 (18県1中心区)
  - 岐山県の一部(房家村・斉家村・雲塘村・強家胡同村・張家村・杴張溝村・張家原村・山底村)が扶風県に編入。
  - 扶風県の一部(王家鼻梁村・西塢李村・王村・翟家村・杜家溝村)が岐山県に編入。
- 1956年8月1日 - 宝鶏県の一部が宝鶏市に編入。(18県1中心区)
- 1956年9月11日 - 宝鶏県・隴県・汧陽県・鳳翔県・岐山県・麟遊県・長武県・邠県・永寿県・乾県・武功県・扶風県・郿県・盩厔県・醴泉県・栒邑県・淳化県・興平県・太白中心区が省直轄県級行政区となる。

#### 宝鶏市(第1次)
- 1960年12月15日 - 宝鶏市が地級市の宝鶏市に昇格。(1市3県)
  - 鳳翔県・隴県、漢中専区鳳県を編入。
- 1960年12月 - 鳳県の一部が漢中専区漢中市に編入。(1市3県)
- 1961年8月16日 (1市9県)
  - 隴県の一部が分立し、汧陽県が発足。
  - 鳳翔県の一部が分立し、麟遊県・岐山県が発足。
  - 鳳翔県の一部が咸陽市盩厔県の一部と合併し、郿県が発足。
  - 宝鶏市の一部が分立し、宝鶏県・太白県が発足。
  - 鳳県の一部が漢中専区漢中市・沔県の各一部と合併し、漢中専区留壩県となる。
- 1961年8月22日 - 宝鶏市・鳳翔県・鳳県・隴県・汧陽県・麟遊県・岐山県・郿県・宝鶏県・太白県が宝鶏専区に編入。

#### 宝鶏地区(1961年-1971年)
- 1961年8月22日 - 宝鶏市、宝鶏市鳳翔県・鳳県・隴県・汧陽県・麟遊県・岐山県・郿県・宝鶏県・太白県、咸陽市武功県・扶風県を編入。宝鶏専区が成立。宝鶏市が県級市に降格。(1市11県)
- 1961年9月 (1市11県)
  - 鳳翔県の一部が宝鶏県に編入。
  - 咸陽市盩厔県の一部が岐山県・郿県に分割編入。
- 1962年1月 - 宝鶏県の一部が宝鶏市に編入。(1市11県)
- 1962年6月 - 扶風県の一部が武功県に編入。(1市11県)
- 1964年1月 - 扶風県の一部が武功県に編入。(1市11県)
- 1964年6月 - 宝鶏市の一部が宝鶏県に編入。(1市11県)
- 1964年8月29日 (1市11県)
  - 郿県が眉県に改称。
  - 汧陽県が千陽県に改称。
- 1966年6月24日 - 宝鶏市が省直轄県級行政区となる。(11県)
- 1969年10月 - 宝鶏専区が宝鶏地区に改称。(11県)
- 1970年8月 - 宝鶏県の一部が宝鶏市に編入。(11県)
- 1971年10月5日 - 鳳翔県・鳳県・隴県・宝鶏県・太白県・千陽県・眉県・岐山県・武功県・扶風県・麟遊県が宝鶏市に編入。

#### 宝鶏市(第2次)
- 1971年10月5日 - 宝鶏市が地級市の宝鶏市に昇格。金台区・渭浜区を設置。(2区11県)
  - 宝鶏地区鳳翔県・鳳県・隴県・宝鶏県・太白県・千陽県・眉県・岐山県・武功県・扶風県・麟遊県を編入。
- 1971年12月 - 金台区・渭浜区の各一部が宝鶏県に編入。(2区11県)
- 1982年11月3日 - 武功県・扶風県の各一部が合併し、楊陵区が発足。(3区11県)
- 1983年9月9日 - 武功県・楊陵区が咸陽市に編入。(2区10県)
- 2003年3月1日 (3区9県)
  - 宝鶏県の一部が分立し、陳倉区が発足。
  - 宝鶏県の残部が金台区・渭浜区に分割編入。
- 2008年8月14日 - 扶風県の一部が咸陽市楊陵区に編入。(3区9県)
- 2021年1月29日 - 鳳翔県が区制施行し、鳳翔区となる。(4区8県)

## 経済
- 宝鶏チタニウム（宝鶏鈦業）本社所在地

## 交通
中国西北地域の交通の要衝である。

### 鉄道
- 中国国家鉄路集団
  - 宝鶏駅 （隴海線、宝成線、宝中線）

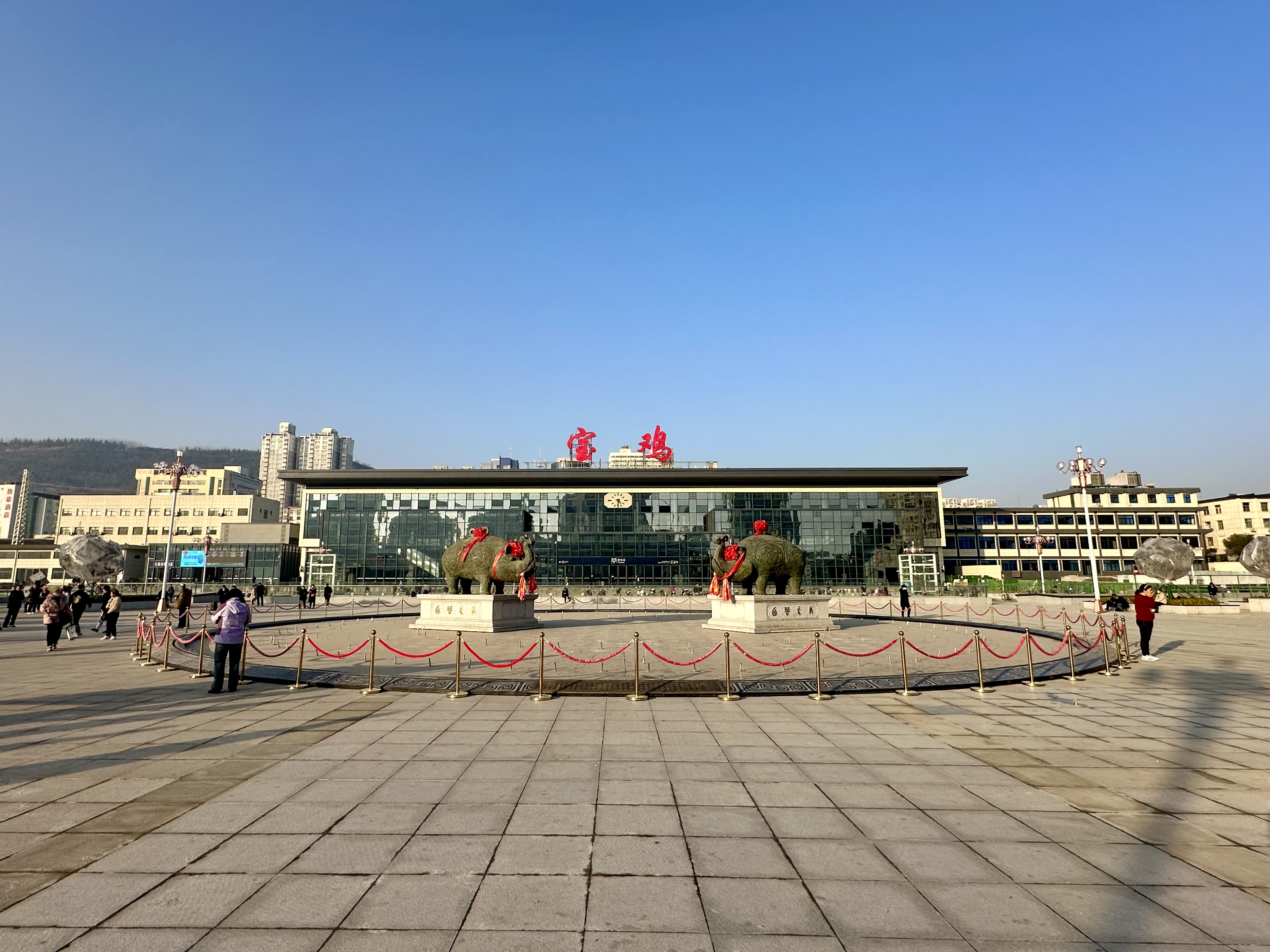
宝鶏駅

宝鶏南駅

  - 宝鶏南駅 （西宝旅客専用線・宝蘭旅客専用線）

### 道路

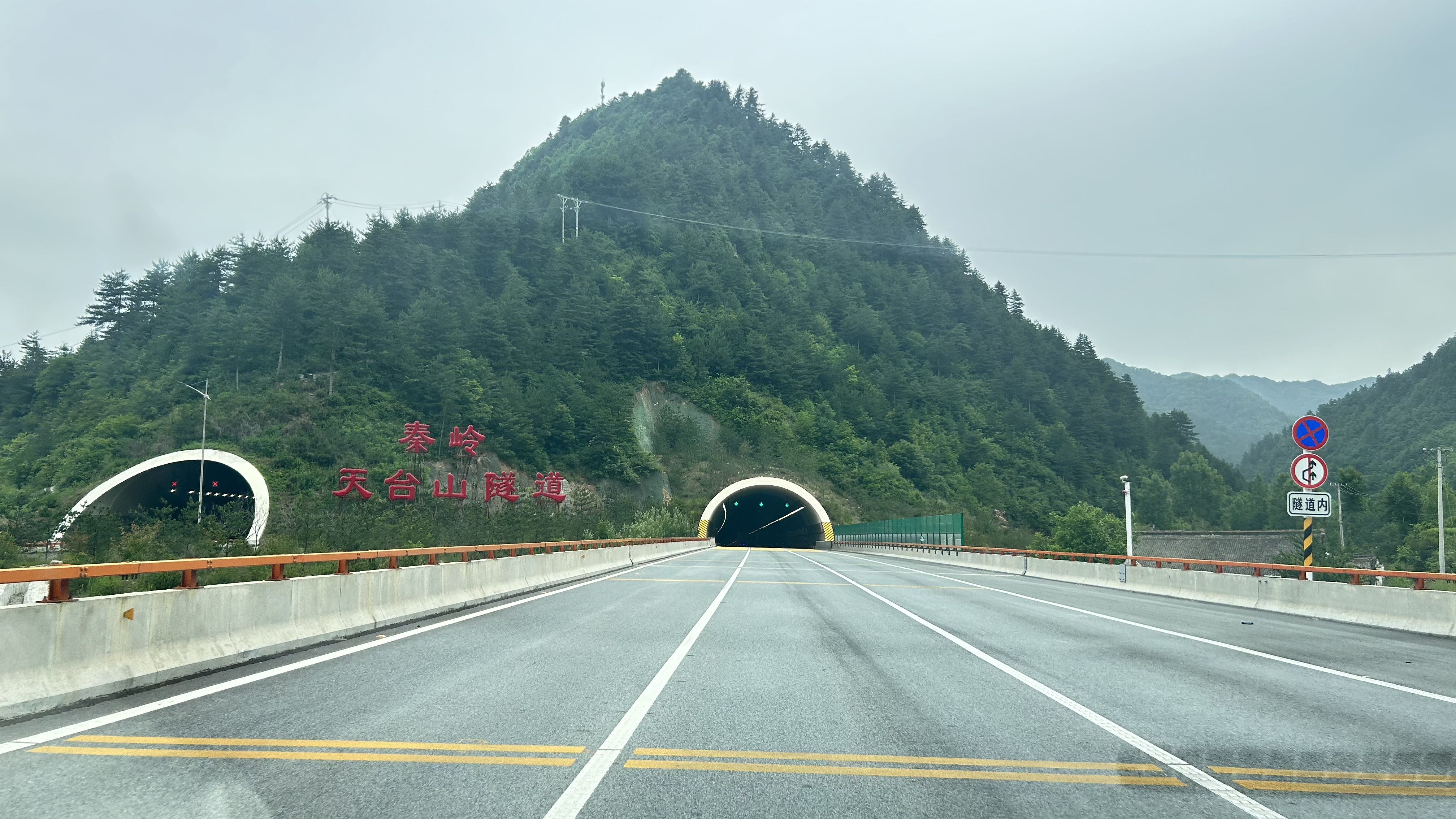
銀昆高速道路 秦嶺天台山トンネル（全長15,560m）

- 高速道路
  -  連霍高速道路
  -  銀昆高速道路
  -  宝鶏過境高速道路
  -  菏宝高速道路（中国語版）
  -  絳法高速道路（中国語版）
  -  太鳳高速道路（中国語版）
- 国道
  - G244国道（中国語版）
  - G310国道（中国語版）
  - G316国道（中国語版）
  - G342国道（中国語版）
  - G344国道（中国語版）

## 歴史遺跡

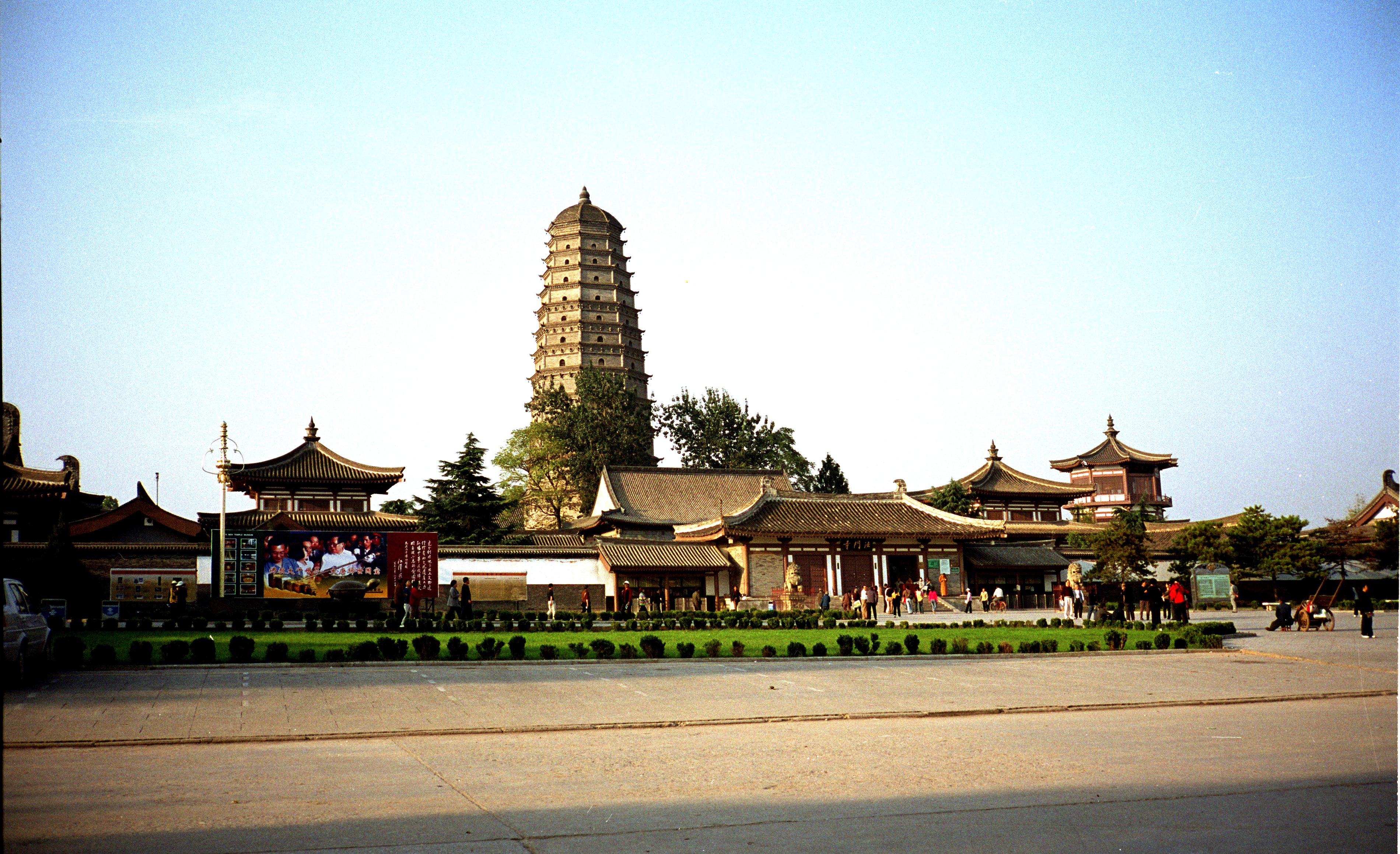
法門寺

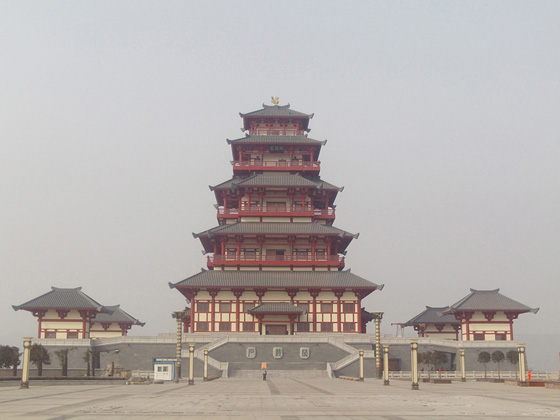
石鼓山風景區の石鼓閣

- 法門寺
- 大散関
- 釣魚台
- 五丈原
- 周公廟
- 石鼓山

## 友好都市

### 国内
- 連雲港市
- 柳州市
- 馬鞍山市

### 海外
日本
- 八幡市 （1992年（平成4年）11月2日友好都市提携）

フランス
- テリトワール・ド・ベルフォール県

オーストラリア
- メルトン

ポーランド
- エルブロンク

ドイツ
- Landkreis Barnim

イングランド
- Stockport

ロシア
- ウラジーミル

## 高等学校

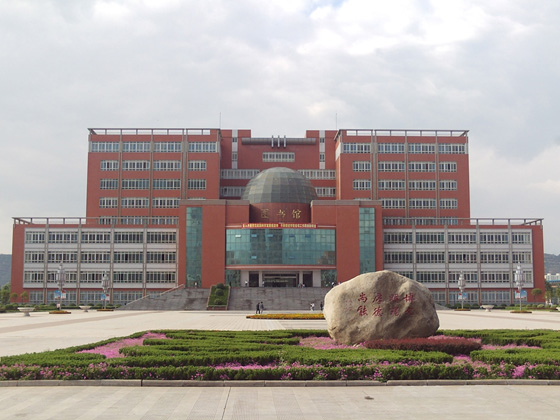
宝鶏文理学院

### 大学
- 宝鶏文理学院

### 技術学校
- 宝鶏職業技術学院
- 陝西電子工業職工大学